# Agostino Ciasca
Agostino Ciasca, al secolo Pasquale Raffaele Ciasca (Polignano a Mare, 7 maggio 1835 – Roma, 6 febbraio 1902), è stato un cardinale e orientalista italiano.

## Biografia
Nacque a Polignano a Mare il 7 maggio 1835. Il 10 marzo 1856 entrò nell'Ordine di Sant'Agostino nel convento di Santa Caterina a Gubbio.  Il 18 settembre 1858 fu ordinato sacerdote.
Si occupò di studi copti e pubblicò nel 1888 il testo arabo del Diatessaron di Taziano.
Papa Leone XIII lo elevò al rango di cardinale nel concistoro del 18 giugno 1899.
Morì il 6 febbraio 1902 all'età di 66 anni.

## Genealogia episcopale
La genealogia episcopale è:
- Cardinale Scipione Rebiba
- Cardinale Giulio Antonio Santori
- Cardinale Girolamo Bernerio, O.P.
- Arcivescovo Galeazzo Sanvitale
- Cardinale Ludovico Ludovisi
- Cardinale Luigi Caetani
- Cardinale Ulderico Carpegna
- Cardinale Paluzzo Paluzzi Altieri degli Albertoni
- Papa Benedetto XIII
- Papa Benedetto XIV
- Papa Clemente XIII
- Cardinale Bernardino Giraud
- Cardinale Alessandro Mattei
- Cardinale Pietro Francesco Galleffi
- Cardinale Giacomo Filippo Fransoni
- Cardinale Carlo Sacconi
- Cardinale Edward Henry Howard
- Cardinale Mariano Rampolla del Tindaro
- Cardinale Agostino Ciasca, O.E.S.A.